# Diadni produkt
Diadni produkt (oznaka {\displaystyle \otimes \,}) je v multilinearni algebri tenzorski produkt dveh vektorjev, ki imata enako razsežnost. Rezultat je tenzor drugega reda in ranga 1. Imenuje se tudi tenzorski produkt vektorjev (zunanji produkt). Tako diadni produkt dveh vektorjev {\displaystyle u\,} in {\displaystyle v\,}, ki imata enako razsežnost, zapišemo kot:
{\displaystyle \mathbb {P} =\mathbf {u} \otimes \mathbf {v} }

## Komponente
Če imamo izbrano bazo {\displaystyle \{\mathbf {e} _{i}\}}, so komponente {\displaystyle P_{ij}\,} diadnega produkta  {\displaystyle \mathbb {P} =\mathbf {u} \otimes \mathbf {v} }:
{\displaystyle \displaystyle P_{ij}=u_{i}v_{j}}
kjer je:
- {\displaystyle \mathbf {u} =\sum _{i}u_{i}\mathbf {e} _{i}}
- {\displaystyle \mathbf {v} =\sum _{j}v_{j}\mathbf {e} _{j}}

ali:
{\displaystyle \mathbb {P} =\sum _{i,j}P_{ij}\mathbf {e} _{i}\otimes \mathbf {e} _{j}} .

## Matrični zapis
Diadni produkt lahko zapišemo tudi v matrični obliki. Vektor {\displaystyle u\,} zapišemo kot stolpični vektor v obliki:
{\displaystyle \mathbf {u} ={\begin{bmatrix}u_{1}\\u_{2}\\u_{3}\end{bmatrix}}}.
Vektor {\displaystyle v\,} pa je vrstični vektor
{\displaystyle \mathbf {v} ={\begin{bmatrix}v_{1}&v_{2}&v_{3}\end{bmatrix}}\,}.
Kot produkt obeh vektorjev dobimo kvadratno matriko v obliki:
{\displaystyle {\begin{bmatrix}u_{1}v_{1}&u_{1}v_{2}&u_{1}v_{3}\\u_{2}v_{1}&u_{2}v_{2}&u_{2}v_{3}\\u_{3}v_{1}&u_{3}v_{2}&u_{3}v_{3}\end{bmatrix}}\,}.
Iz tega vidimo, da je diadni produkt samo posebni primer Kroneckerjevega produkta.

## Značilnosti
Za diadni produkt veljajo naslednje značilnosti:
- {\displaystyle (\alpha \mathbf {u} )\otimes \mathbf {v} =\mathbf {u} \otimes (\alpha \mathbf {v} )=\alpha (\mathbf {u} \otimes \mathbf {v} )\,}
- {\displaystyle \mathbf {u} \otimes (\mathbf {v} +\mathbf {w} )=\mathbf {u} \otimes \mathbf {v} +\mathbf {u} \otimes \mathbf {w} \,}
- {\displaystyle (\mathbf {u} +\mathbf {v} )\otimes \mathbf {w} =\mathbf {u} \otimes \mathbf {w} +\mathbf {v} \otimes \mathbf {w} \,}
- {\displaystyle (\mathbf {u} \otimes \mathbf {v} )\mathbf {w} =\mathbf {u} (\mathbf {v} \cdot \mathbf {w} )\,}
- {\displaystyle \mathbf {u} \cdot (\mathbf {v} \otimes \mathbf {w} )=(\mathbf {u} \cdot \mathbf {v} )\mathbf {w} \,}.